# Swetlana Grigorjewna Aiwasowa

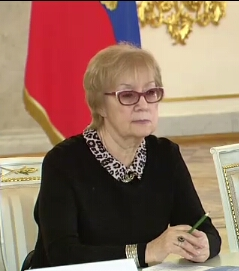
Swetlana Grigorjewna Aiwasowa (2018)

Swetlana Grigorjewna Aiwasowa (russisch Светлана Григорьевна Айвазова; * 2. Mai 1944 in Moskau) ist eine  sowjetische bzw. russische Politologin.

## Leben
Aiwasowa studierte an der Lomonossow-Universität Moskau in der Historischen Fakultät und wurde 1966 wissenschaftliche Mitarbeiterin und dann  Senior-Mitarbeiterin des Instituts der Internationalen Arbeiterbewegung der Akademie der Wissenschaften der UdSSR (AN-SSSR, seit 1991 Russische Akademie der Wissenschaften (RAN)). Sie verteidigte 1976 ihre Kandidat-Dissertation mit einer kritischen Analyse der politischen Aktivitäten und ideologischen Konzepte des französischen Gauchisme (1968–1972) mit Erfolg für die Promotion zur Kandidatin der historischen Wissenschaften.
Ab 1990 war Aiwasowa führende wissenschaftliche Mitarbeiterin und dann wissenschaftliche Chefmitarbeiterin des Instituts für Vergleichende Politologie der AN-SSSR bzw. RAN. Ihr Arbeitsschwerpunkt wurde die politologische Frauenforschung. Sie verteidigte 1996 erfolgreich ihre Doktor-Dissertation über die Frauen in der russischen Gesellschaft im Hinblick auf die geschlechtsspezifische Dimension des politischen Protesses für die Promotion zur Doktorin der politischen Wissenschaften. Dank ihrer Initiative wurde Simone de Beauvoirs Das andere Geschlecht unter ihrer wissenschaftlichen Leitung ins Russische übersetzt und 1998 herausgegeben. Bei den Parlaments- und Präsidentschaftswahlen 2003 und 2005 untersuchte sie das geschlechtsspezifische Wahlverhalten und entwickelte eine Methodik zur geschlechtsspezifischen Analyse.
Aiwasowa wurde 2005 wissenschaftliche Chefmitarbeiterin des Soziologie-Instituts der RAN. Sie untersuchte 2014–2015 die geschlechtsspezifische Dimension der modernen Massenpolitik.